# Trinidad Rugero
Trinidad Rugero (Madrid, 1938 - 31 de enero de 2007) fue una actriz española.

## Trayectoria
Trinidad Rugero se inició en el ambiente del teatro independiente, llegando a conseguir el Premio Nacional de Teatro en dos ocasiones, en 1968 y en 1970. La primera vez con el montaje del Teatro Estudio de Madrid Proceso por la sombra de un burro de Friedrich Dürrenmatt y la segunda con el montaje del TEI La sesión. Además, en 1969 logró el Premio Ciudad de Valladolid a la mejor actriz por su interpretación en Electra.
Discípula de John Strasberg durante una de sus visitas al Centro Dramático Nacional, trabajó a las órdenes de directores como Miguel Narros, Maruja López, Adolfo Marsillach o José Carlos Plaza. Su último trabajo como actriz de teatro fue en Romance de lobos de Valle-Inclán con dirección de Ángel Facio.
En el cine trabajó con Adolfo Marsillach (con quien también hizo teatro) en Flor de santidad, con Carlos Saura (La prima Angélica), y también con Fernando Fernán Gómez (Siete mil días juntos), Icíar Bollaín (Flores de otro mundo) e Imanol Uribe (Plenilunio).
En televisión participó en multitud de series, siempre en papeles secundarios, pero que le reportaron cierta popularidad. Así apareció en Teresa de Jesús, Médico de familia, Cuentos y leyendas, de Pilar Miró, Condenadas a entenderse u Hospital Central.
Permaneció en activo hasta poco antes de su muerte, apareciendo en Los fantasmas de Goya, de Miloš Forman. Para este último trabajo, aquejada ya del cáncer que la mató, pidió permiso médico para salir del hospital.
Se la consideró durante muchos años como una de las actrices secundarias de lujo de la escena, el cine y la televisión españoles.